# Phyllachora stearnii
Phyllachora stearnii är en svampart som beskrevs av K.D. Hyde & P.F. Cannon 1999. Phyllachora stearnii ingår i släktet Phyllachora och familjen Phyllachoraceae.   Inga underarter finns listade i Catalogue of Life.